# الکساندرا پیسکوپسکو
الکساندرا پیسکوپسکو (به انگلیسی: Alexandra Piscupescu) ژیمناست زادهٔ ۱۰ ژوئن ۱۹۹۴ میلادی اهل کشور رومانی است.